# 豊島一
豊島 一（とよしま はじめ、1920年〈大正9年〉3月20日 - 1944年〈昭和19年〉8月5日）は、日本の海軍軍人、戦闘機搭乗員。最終階級は三等飛行兵曹。第57期普通科信号術練習生、丙飛7期卒業。
第二次世界大戦でのオーストラリアにおける日本兵捕虜第一号であり 、カウラ事件（日本兵脱走事件）の中心的人物でもある。

## 経歴
香川県三豊郡勝間村（三豊市高瀬町）出身。農家、豊島元兵衛とコマツの三男として生まれる。勝間尋常小学校（現三豊市立勝間小学校）、高等科、青年訓練所を経て戦闘機搭乗員を志し1938年（昭和13年）、佐世保海兵団に入団。普通科信号術練習生、長良乗組、陸戦隊、千歳・加賀乗組を経て、第五十六期操縦練習生に合格。1940年（昭和15年）9月、操縦練習生制度廃止により丙種飛行予科練習生（丙飛）第7期生となる。第二航空戦隊（司令官山口多聞少将）空母「飛龍」航空隊の所属となった。
1942年（昭和17年）2月19日、南雲忠一中将率いる第一航空艦隊はダーウィン空襲を実施する。この日、空母「飛龍」から発進した攻撃隊の機数は、零式艦上戦闘機9機、九九式艦上爆撃機17機、九七式艦上攻撃機18機であった。戦闘詳報によれば、豊島は零戦隊第1小隊（小隊長：熊野澄夫大尉）3番機（零式艦上戦闘機二一型、製造番号5349、機体番号はBII-124）として午前6時30分（オーストラリア現地時間午前8時30分）ごろ発艦した。

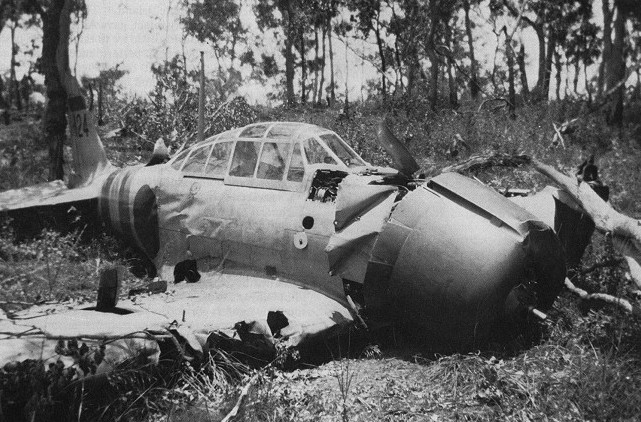
オーストラリア軍が撮影した搭乗機

高度5000メートル東飛行場滑走路上の航空機を機銃掃射にかかる直前の午前8時15分～20分ごろ、東部パーリマー高射砲隊前からの砲弾の破片がエンジンオイルのタンクを貫通してエンジントラブルを起こした。豊島は友軍に別れを告げると、8時30分ごろ飛龍に「我死スメルヴィル島ノ中央密林中」との打電を撃ち、メルヴィル島のスネーク湾に不時着した。打電を受けた淵田美津雄中佐は直衛巡洋艦の利根ないし筑摩から水上偵察機を探索に向かわせたとされるが、該当の水偵関係者は記憶にないとしている。間もなく本国からは自爆・戦死と認定され、一等水兵から三等飛行兵曹へと一階級特進。
右目上の裂傷のみですんだ豊島は、すぐさまその場から離れ逃走を図ったが、24日現地のアボリジニであるティウィ族に捕まり、豪軍工兵隊第23中隊のレスリー・パウウェル軍曹に引き渡された。捕虜番号はP.O.W.J.910-1。
この零戦は連合国側にとって最初の鹵獲機であったが、機体の損傷が甚だしく、完全な機体を入手するには半年後のアクタン・ゼロを待たなければならなかった。

### 「南忠男」として
豊島は「南忠男兵曹長」を名乗り、中攻射手の兵曹長で、アンボンからダーウィン空襲に向かったが、落下傘降下したと名乗っていた。メルヴィル島から遠く離れた南オーストラリア州アデレード近郊の民間の在豪邦人を対象としたラウディ収容所に拘留された。しかし入所して一週間たった時、馬で脱走して飛行場まで強行突破し、飛行機を強奪せんとする騒ぎを起こしたが、飛行場まで辿り着く前に捕縛された。その後、シドニーの西方約600キロにあるやはり民間の在豪邦人を対象としたヘイの収容所に移された。収容所での生活は一日8時間で、道路の補修作業やまき集め、柵を作ったり牛馬の糞を集めたりと過酷なものではなかった。
ヘイ収容所には他の日本兵捕虜も収容されていた。同年2月15日、索敵中に交戦し不時着した東港空大艇隊所属97大艇搭乗員の高原希国一飛曹(偽名：高田一郎)、古川欣一二整曹(同：山下清)、沖本治義一飛曹(伊野治)、天本正好三整曹（天野）、平山一飛曹（平田）の5名である。しばらくは孤立していたが、飛行機搭乗員という事に気づかれると5名よりリーダーとして立てられる。また、ほかの一般人収容者も豊島らに同情的で、銀行員など高学歴者が多かったことから6人に様々な知識を伝授した。この時期から英語を学び始めたようで、高原はあっという間に追い越されたと回想する。

### カウラ事件

#### 起因
やがて戦争の長期化に伴い、捕虜の数は次第に増加した。軍の捕虜はヘイの収容所の民間人より分離され、まとめてカウラの第12捕虜収容所に移されることとなった。当初の捕虜は、台南航空隊のエース・パイロット柿本円次二飛曹ら豊島と同じ海軍パイロットが中心だった。捕虜の自治が認められていたことから豊島は人望と英語力を買われ、団長（キャンプリーダー）に選出される。乾燥したオーストラリア特有の空気から扁桃腺炎に悩まされ幾度となく入退院を繰り返したものの、捕虜のリーダー的存在として、豪軍側からも捕虜側からも大いに信頼を寄せられていた。
しかし戦争の長期化で、1年も立たずに陸軍の一般兵士が圧倒的に多くなった。これに伴い、陸海軍の主導権争いが起こるようになる。当時、捕虜のまとめ役である団長の豊島のみならず、副団長や事務局員ら捕虜のリーダー陣はいずれも古参の海軍航空兵で固められていたが、少数派である海軍が首脳権を握っている事に不満を持った陸軍は6月前後、選挙を提案。結果新たに陸軍の団長、副団長が選定された。しかし、豪州軍側との交渉は古参である海軍側が有利であり、新リーダーらは戦陣訓を持ち出してことさらに自分たちの権威を示そうとしたが、実質的な権限は依然として豊島ら海軍古参者の手に残されていた。一方で、豊島も主導権確保のために海軍の新参兵のみならず、陸軍強硬派の抱き込みを行った。
カウラでの生活は過酷なものではなく、むしろきわめて人道的な扱いがなされた。だが、そのような待遇は捕虜達に心理的な葛藤を生み出した。
「生きて虜囚の辱めを受けず」と教え込まれてきた捕虜たちにとって、こうして捕虜となることは本来許されるものではなく、それどころか収容所での人道的待遇は生きる事の価値をも感じるようになっていった。郷里へ返ろうにも帰れず、かといって帰化する事も出来ない。こうしたジレンマに加え、戦局が日々悪化していく事実は現地の新聞から読み取れていた。捕虜達は、居場所を失った以上、自分達の手で手を付けなければならないと感じるようになった。

#### 経緯
1944年8月、カウラの収容人数が大幅に定員オーバーしたために、将校・下士官を除く兵士を、400km西に位置するヘー（Hay, ニューサウスウェールズ州）の捕虜収容所に移すことが計画された。これに対し兵士と下士官は不可分とする一部の強硬派が激高、これを“契機”として捕虜収容所からの脱走を持ち出した。他の捕虜らも次第にこうした声に従うようになり、投票で脱走に同意。しかし、豊島もこうした動きを抑えられず、脱走の指導者に持ち上げられた。生存者の中には豊島が強硬派を裏で扇動していたのではないかと推測する意見があるが、かといって強硬論を推した形跡もなく、実際の立場がどうであったかは不明。
決起直前の8月5日午前1時45分、捕虜の中に警備兵に脱走の動きを伝えようとする者がいた。それを見た豊島は「裏切者は殺せ！」と叫び、繰り上げてキャンプの門へ走りラッパを吹き鳴らした。これを合図に、捕虜らは一斉に脱走を開始した。
この中で豊島は3、4回ごろに胸に銃撃を受けて倒れ、煙草を一服すると他の捕虜から借りたナイフで喉を掻き切って自決した。享年24（数え年25）。
その後長らく身元不明であったが、1981年に秦郁彦の調査で南忠男＝豊島一であると判明した。
現在、このラッパはオーストラリア戦争記念館に展示されているほか、オーストラリア航空歴史センター（Australian Aviation Heritage Centre）には豊島が不時着時搭乗していた機体の胴体部や残骸から採られた各種パーツが展示されている。これらは1977年にメルヴィル島のティウィ族から永久貸与されたものである。

## 年譜
- 1938年（昭和13年）6月1日 - 佐世保海兵団入団、四等水兵、第57期普通科信号術練習生
- 1939年（昭和14年）
  - 5月15日 - 卒業、長良乗組第二航空戦隊（司令官山口多聞少将）空母
  - 6月5日 - 南支方面事変地勤務（至11月23日）
  - 12月2日 - 千歳乗組
- 1940年（昭和15年）
  - 4月 - 支那事変従軍の功により叙勲八等[1]
  - 5月14日 - 加賀乗組
  - 6月22日 - 第五十六期操縦練習生
  - 6月26日 - 筑波海軍航空隊附
  - 9月28日 - 百里原海軍航空隊附
  - 11月1日 - 海軍一等水兵
- 1941年（昭和16年）
  - 2月27日 - 大分海軍航空隊附
  - 7月16日 - 第7期丙種飛行予科練習生（改称）卒業、第一航空隊附
  - 9月28日 - 飛龍航空隊附
  - 12月8日 - 真珠湾攻撃参加
- 1942年（昭和17年）
  - 1月 - ダバオ方面戦地勤務
  - 2月19日 - ポート・ダーウィン空襲参加
  - 2月24日 - 逮捕
  - 3月23日 - ラウディ収容所・第14Cコンパウンド入所
  - 4月4日 - 脱走未遂発覚、ウェイヴェル拘置棟入棟
  - 4月9日 - 第4医務部からヘイ収容所へ移動
  - 6月6日 - 病院へ収容
  - 6月15日 - ヘイ収容所入所
- 1943年（昭和18年）
  - 1月8日 - カウラ第12戦争捕虜収容所へ移動
  - 1月9日 - カウラ第12戦争捕虜収容所入所
  - 8月6日 - 病院へ
  - 8月11日 - 退院、カウラ再収容
  - 8月28日 - 病院へ
  - 9月4日 - 退院
  - 9月16日 - 裁判係争中、拘置場へ
  - 9月23日 - 拘置場出所
  - 10月7日 - 第15収容所病棟入院
  - 10月11日 - 退院、カウラ再収容
- 1944年（昭和19年）
  - 5月13日 - 第15収容所病棟入院
  - 5月15日 - 退院、カウラ再収容
  - 8月5日 - 自決。カウラ戦争墓地埋葬。墓標番号Q・C・18。

## 親族
- 豊島は三男三女の末っ子であるが、母が40代になって産み兄姉も一の幼少期には既に独り立ちするほど年齢が離れていたため、ほとんど一人っ子のようなものだった。長男の徳繁は陸軍軍曹として第11師団隷下の騎兵連隊に所属し1943年ニューギニア・ギルワにて戦死[34]、次男の実は陸軍上等兵で、1938年に小倉陸軍病院にて病死。